# Libretto Rosso
Citazioni dalle opere del presidente Mao Zedong (毛主席語錄T, 毛主席语录S, Máo Zhǔxí YǔlùP, Mao Chu-hsi yü-luW), meglio noto come Libretto rosso o Il libro delle Guardie rosse, è un'antologia di citazioni tratte dagli scritti e dai discorsi di Mao Zedong, con una prefazione scritta da Lin Biao.

## Tema
Contrariamente alla vulgata, la prima pubblicazione del piccolo libretto di aforismi tratti dai discorsi e dagli articoli di Mao risale al 1963, precedente quindi alla rivoluzione culturale. Venne stampato dall'Esercito Popolare di Liberazione, del quale era comandante Lin Biao, uomo fedele a Mao, considerato in questa fase come il suo potenziale successore.
Distribuito inizialmente ai soldati, a partire dal 1965 le Citazioni furono stampate anche per le masse. La divulgazione delle parole del leader era uno degli strumenti utili all'operazione di propaganda politica che avrebbe condotto alla creazione di quel culto della personalità di Mao che imperversò tra gli anni sessanta e settanta.
Il titolo Libretto rosso gli fu dato in Occidente per via del colore della copertina e del formato, adatto a essere infilato in una tasca superiore della giacca cinese allora maggiormente in uso, la zhongshanzhuang, la cosiddetta "giacca maoista". In Cina però questo titolo alternativo non fu mai impiegato.

## Popolarità e diffusione

1968: studenti italiani in corteo che sventolano il libretto di Mao

Durante la rivoluzione culturale il libro godette di un'enorme popolarità, venne tradotto in numerosissime lingue e inviato gratuitamente all'estero a chiunque ne facesse richiesta. Studiare il pensiero del presidente Mao divenne un obbligo civico in Cina, anche se mai sancito ufficialmente. Sempre durante la Rivoluzione, lo studio del Libretto rosso divenne materia scolastica in tutti i gradi d'istruzione così come in tutti i luoghi di lavoro, oltre che nell'esercito, cui era originariamente rivolto.
Si stima che ne furono distribuite circa 900 milioni di copie, cifra che lo rende il secondo libro più venduto della storia, dopo la Bibbia. In Italia fu pubblicato da Editrice in lingue estere, Edizioni Lara, Edizioni Oriente, Feltrinelli, Longanesi, Avanzini e Torraca, il Quadrato dal 1967 fino al 1972 e da Newton Compton nella collana Centopaginemillelire (1994). Nel '67 fu pubblicata una breve parodia dal titolo I pensieri di Mao, a cura di Marco Rostagno.
L'opera divenne presto anche un topos iconografico, rappresentato in ogni dipinto e manifesto, fu agitato in ogni manifestazione e persino rappresentato in oggetti di uso quotidiano come le sveglie. Curiosamente non esiste un singolo Libretto rosso, ma una intera classe di pubblicazioni con lo stesso titolo, piccole variazioni grafiche in copertina e differente formato, numero di immagini e di pagine. Cambia anche la scelta delle citazioni. Infatti sia le fazioni delle Guardie rosse, rigorosamente contrarie al Partito Comunista Cinese, sia il Partito Comunista Cinese stesso pubblicarono edizioni in cui si dava risalto ora alla "dialettica in seno al popolo" ora al ruolo determinante del partito per l'edificazione del socialismo in Cina, in genere privilegiando le citazioni dalle opere di Mao degli anni '30.
Con l'avvento di Deng Xiaoping nel 1978, l'uso politico del Libretto rosso andò scemando sia per la paura di attirare critiche di deviazionismo di sinistra, sia per la campagna contro il culto della personalità. Oggi il Libretto rosso è diventato di difficile reperibilità: versioni ristampate in modalità dozzinale per forma e colori, facilmente distinguibili dall'originale, sono invece in vendita nelle bancarelle dell'usato come souvenir per turisti.